# XV Jeux des îles
I XV Giochi delle Isole (in francese XV Jeux des îles e in italiano XV Giochi delle Isole) si sono svolti in Sicilia (Italia) dal 23 al 29 maggio 2011.
È stata la terza edizione in Sicilia dopo quella del 1999 e del 2006, la quarta in terra italiana se si considera anche l'edizione del 2002 in Sardegna.

## Isole partecipanti
In elenco in ordine alfabetico le isole partecipanti:
- Azzorre
- Cipro
- Corfù
- Corsica
- Elba
- Jersey
- Korčula
- Madera
- Malta
- Martinica
- Mayotte
- Sardegna
- Sicilia
- Wight

## Sedi di gara
Le gare si sono svolte in 20 impianti diversi:
- Stadio delle Palme (Palermo) – Atletica leggera
- Palazzetto dello sport (Ficarazzi) – Badminton
- Palestra polivalente (Balestrate) – Pallacanestro
- Pala "Tre Santi" (Alcamo) – Pallacanestro
- Palestra comunale "Don Pino Puglisi" (Montelepre) – Pallacanestro
- Club canottieri Roggero di Lauria (Palermo) – Canottaggio
- PalaOreto (Palermo) – Ginnastica artistica
- I.C.S. Guttuso (Carini) – Judo
- Piscina olimpionica comunale di Palermo (Palermo) – Nuoto
- PalaGrimaudo (Alcamo) – Pallamano
- Palasport Enzo D'Angelo (Alcamo) – Pallamano
- Liceo scientifico "Savarino" (Partinico) – Pallavolo
- Geodedico comunale (Terrasini) – Pallavolo
- I.T.C. "Dalla Chiesa" (Partinico) – Pallavolo
- I.T.C. "Pio La Torre" (Palermo) – Sollevamento Pesi
- Velodromo Paolo Borsellino (Palermo) – Rugby
- Tennis Club (Palermo) – Tennis
- PalaUditore (Palermo) – Tennistavolo
- Golfo di Mondello (Palermo) – Vela
- PalaCUS (Palermo) – Kung Fu

## Sport
Le discipline inserite nel calendario di ogni della manifestazione sono le seguenti.
- Atletica leggera
- Ginnastica
- Judo
- Nuoto
- Pallacanestro
- Pallamano
- Pallavolo
- Tennis
- Tennistavolo
- Vela

### Sport dimostrativi
Rispetto all'ultima edizione sono stati reinseriti alcune discipline considerate "dimostrative", ovvero eventi che non consegneranno medaglie e non stileranno classifiche da sommare al punteggio finale ottenuto con gli eventi ufficiali. Esse sono:
- Badminton
- Calcio
- Canottaggio
- Kung fu
- Rugby
- Sollevamento pesi

### Sport per disabili
Per la prima volta sono state inserite alcune discipline per diversamente abili. Le prime per questa edizione sono:
- Atletica leggera per disabili
- Nuoto per disabili
- Tennistavolo per disabili

## Classifica
Ai Jeux des Iles vengono consegnate le medaglie singole per ogni evento ma il COJI tiene conto soltanto di una classifica a punti stilata in base ai singoli risultati. Pertanto la classifica di questa edizione fu:
| Isola          | Punti |
| -------------- | ----- |
| Sicilia        | 117   |
| Sardegna       | 112   |
| Martinica      | 74    |
| Madera         | 68    |
| Azzorre        | 65    |
| Corsica        | 44    |
| Malta          | 32    |
| Jersey         | 32    |
| Mayotte        | 29    |
| Cipro          | 25    |
| Isola d'Elba   | 17    |
| Isola di Wight | 16    |
| Corfù          | 8     |
| Korčula        | 4     |

## Logo
Il logo di Sicilia 2011 è composto da elementi grafici protesi verso l'alto che simboleggiano il desiderio di elevazione dello spirito e dell'individuo grazie allo sport. I Giochi delle Isole sono visti dagli atleti come dei piccoli Giochi olimpici, per cui l'organizzazione ha scelto, con il logo, di riprendere graficamente alcuni dei simboli più importanti dello sport e delle Olimpiadi, tra cui la stilizzazione della Fiamma olimpica e il Motto olimpico: "Citius!, Altius!, Fortius!" (che significa "Più veloce!, Più in alto!, Più forte!").
Il logo ricorda altresì la vittoria e l'immagine di un trofeo mentre le tonalità del blu e dell'azzurro sono ispirate al mare, elemento che accomuna tutte le isole partecipanti.

## Mascotte
La mascotte scelta per Sicilia 2011 è stata chiamata "Max la Goccia". È appunto una goccia stilizzata che rappresenta il mare e l'onda che invade il bagnasciuga. Il mare è visto come una caratteristica fondamentale della Sicilia e di tutte le altre isole partecipanti. La vita degli abitanti isolani infatti è legata a esso e s'instaura un rapporto particolare: ammirazione e rispetto che nessun altro è in grado di comprendere.
Il nome Max è stato scelto per essere comprensibile a livello internazionale, per la sua connotazione positiva e in onore del presidente Massimo Costa.